# Mission jésuite aux États-Unis
On appelle Mission jésuite aux États-Unis une œuvre d’évangélisation chrétienne entreprise au XIXe siècle par les jésuites, pour la plupart d'origine belge, auprès des populations amérindiennes de la partie centrale des États-Unis.
Fondés près de deux siècles après la série d'établissements fondés par les Jésuites français en Nouvelle-France (Canada), ces postes missionnaires furent créés dans un contexte économique et politique profondément différent. La première est fondée en 1819 dans le Maryland sur la côte Atlantique. Mais quatre ans après, les pionniers belges, menés par Charles Van Quickenborne, partent sur la Frontière sauvage pour créer des écoles et des dispensaires au service des tribus amérindiennes, sur les deux rives du Mississippi-Missouri. Soutenus par de riches marchands du grand port belge d'Anvers, ils remontent progressivement vers le nord-ouest puis parcourent les Montagnes Rocheuses où ils sont les premiers blancs à cultiver la terre, sur les pas de quelques trappeurs métis.

## Les raisons et moyens du développement aux États-Unis

### Qui sont les premiers jésuites aux États-Unis?

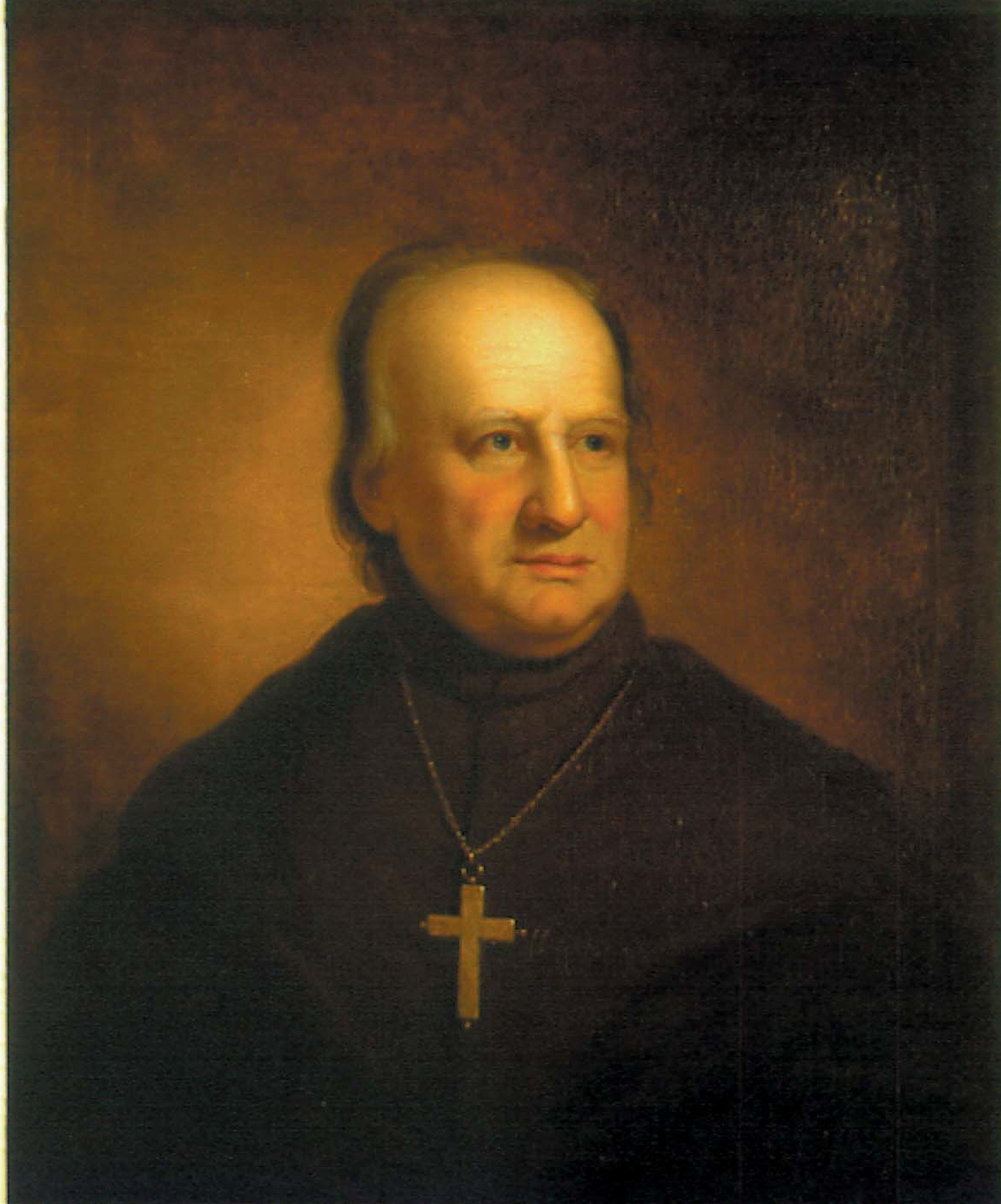
John Carroll en 1811. Jésuite, fils d'immigrés irlandais, et premier évêque américain

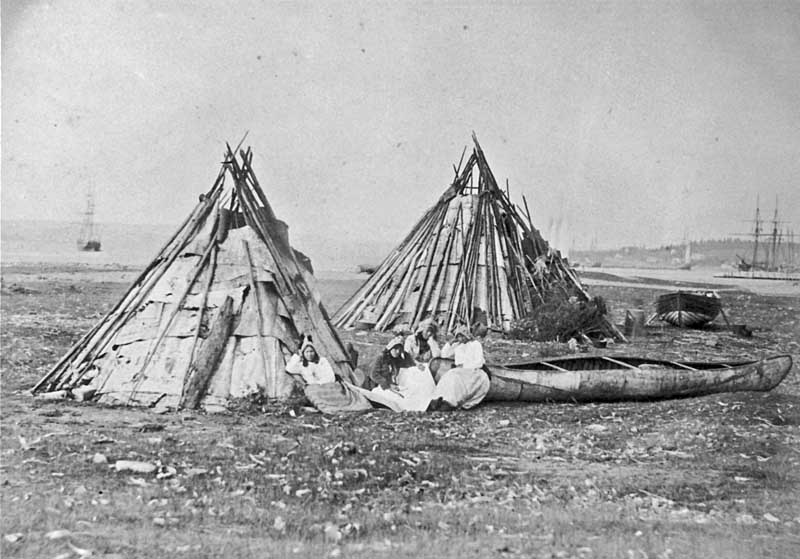
Un camp micmac par Paul-Émile Miot, 1857

Les Jésuites ont la réputation d'être des intellectuels au sein de l'Église, grâce à une formation longue de quinze ans, qui inclut, outre les années de formation spirituelle à proprement parler, des cours de théologie, de philosophie, et de sciences. La Compagnie de Jésus souhaitait évangéliser les peuples indigènes, tout en leur dispensant des services médicaux et d'éducation. Ses premiers missionnaires arrivent dès 1611 en Acadie, quelques années après sa découverte. Très présente aux débuts du Canada, la Compagnie de Jésus s'y éteint progressivement lorsque les effets de la Suppression de la Compagnie de Jésus (1773) se font sentir. Les premiers jésuites aux États-Unis bénéficient de l'expérience canadienne via des récits mais n'ont pas de soutien logistique, sauf dans le Territoire de l'Oregon, où ils pourront compter sur François-Norbert Blanchet, venu du Québec, qui a été missionnaire chez les indiens Micmacs.
Le jésuite John Carroll, un immigré irlandais arrivé avant la Guerre d'Indépendance américaine, à la demande de Benjamin Franklin, devient l'évêque du premier diocèse catholique, à Baltimore, aux États-Unis en 1790. Il fonde six ans plus tard, dans la capitale, le collège de Georgetown - plus tard Université - confié à un intellectuel français, Mgr Dubourg. À l'époque, les jésuites n'ont pas d'existence officielle... Les premières missions jésuites aux États-Unis sont voulues par des Belges qui ont connu l'adversité. Les Pays-Bas méridionaux sortent meurtris de la période révolutionnaire française nourrie d'anticléricalisme, suivie de la période calviniste hollandaise. Plusieurs jésuites belges très influents ont dû vivre dans la clandestinité avant d'émigrer en Amérique. Charles Nerinckx et Charles de la Croix, aidés par leur ami Mgr Dubourg, sont les premiers sur la Frontière sauvage, au contact des amérindiens, et jouent un rôle moteur dans la création des premières missions. Les jésuites qui arrivent ensuite par petits groupes en 1819 et 1821 sont essentiellement Belges, quelques italiens venant ensuite aussi dans les Montagnes Rocheuses deux décennies plus tard.

### La relation avec les jésuites canadiens

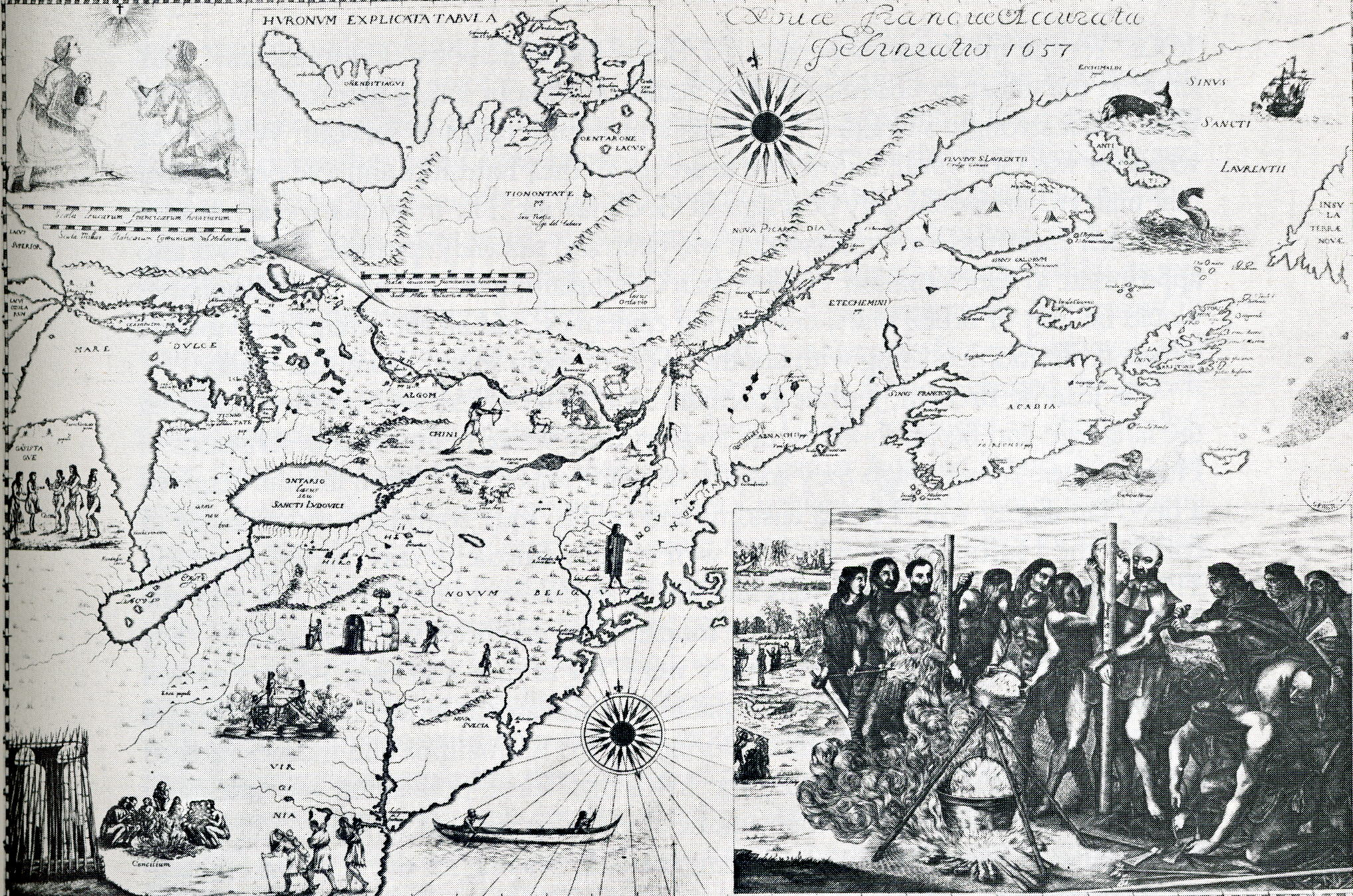
Carte de Nouvelle France des Jésuites de 1657, avec la représentation de la mise à mort de Jean de Brébeuf et de Gabriel Lalemant par les Iroquois.

Aux États-Unis, les missionnaires ont suivi l'exemple des Jésuites au Canada, bâtisseurs du Collège de Québec en 1635, et promoteurs d'écoles pour éduquer les enfants amérindiens, les séminaires. Les Missions jésuites en Nouvelle-France se tournèrent d'abord vers les tribus sédentaires, vivant comme les paysans français de l'agriculture, sujets des missions jésuites en France à la même période. Ils ont privilégié les Hurons entre 1634 et 1650 puis à partir de 1654 les Iroquois, qui avaient décimé les Hurons, mais aussi les Montagnais, Algonquins et Micmacs.
Les jésuites aux États-Unis ont bénéficié de l'expérience acquise par Jean de Brébeuf, brûlé vif par les Iroquois, qui avait eu le temps de composer un dictionnaire et une grammaire de langue indienne, mais aussi de mesurer l'impact dévastateur des épidémies sur des amérindiens ne disposant pas des mêmes défenses immunitaires que les européens.
Beaucoup d'Amérindiens en Nouvelle-France vivant autour des Grands Lacs ont été refoulés vers les États-Unis par près de deux siècles de conflits entre l'Angleterre et les colons québécois ou américains, dont les trois principaux, les guerres de 1756-1763, puis 1776-1784 et surtout 1812-1814, et son dégât collatéral, la Guerre Creek.

### La relation avec les amérindiens

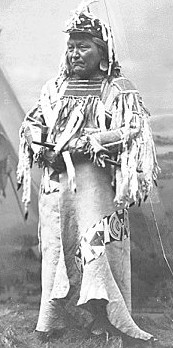
Photographie du chef Homli (1822-1891) des Walla Walla, du Territoire de l'Oregon près du "Lac des prêtres".

Les jésuites veulent former interprètes et agronomes. Ils écrivent des dictionnaires des langues indiennes, qu'ils apprennent. Plusieurs pionniers (Antonio Ravalli, Christian Hoecken) sont médecins. Dès 1816, Mgr Dubourg rencontre Madeleine-Sophie Barat, la fondatrice des sœurs du Sacré-Cœur de Jésus et obtient que la sœur Philippine Duchesne réalise son rêve de rejoindre la mission parmi les amérindiens. Il ordonne prêtre, à Gand en 1816, Charles de la Croix qui part en mission indienne avec elle dès 1818 à Florissant (Missouri).
Parmi les tribus amérindiennes liées aux jésuites:
- les Shawnee du Kentucky, à l'ouest des Appalaches, accueillent Charles Nerinckx après 1805.
- les Osages sont baptisés par Charles de la Croix dès 1821[4].
- les Algonquins sont élèves à l'école de Florissant (Missouri) dès 1823.
- les Iroquois font connaitre les « robes noires » jusqu'aux Montagnes Rocheuses dès 1825
- les Kickapoo du Kansas saluent la maîtrise de leur langue par Christian Hoecken, qui en écrit le dictionnaire et la grammaire[5].
- les Têtes-Plates de l'Idaho sont rencontrés en 1839 par Pierre-Jean De Smet à Saint-Joseph de Council Bluffs (Nebraska).
- les Potawatomis sont à l'origine de la Saint-Joseph de Council Bluffs en 1838.
- les Pieds-Noirs négocient la paix avec eux, avec l'aide de Pierre-Jean De Smet en 1838.
- les Sioux sont conseillés par Pierre-Jean De Smet lors du Traité de Fort Laramie (1868).
- les Cœur d'Alène sont à l'origine de la Mission jésuite du Sacré-Cœur
- les Pend d'Oreilles sont à l'origine de la Mission Saint-Michael
- les Kutenai sont à l'origine de la Mission Saint-Eugène

### Le contexte politique, culturel et social des missions jésuites aux États-Unis

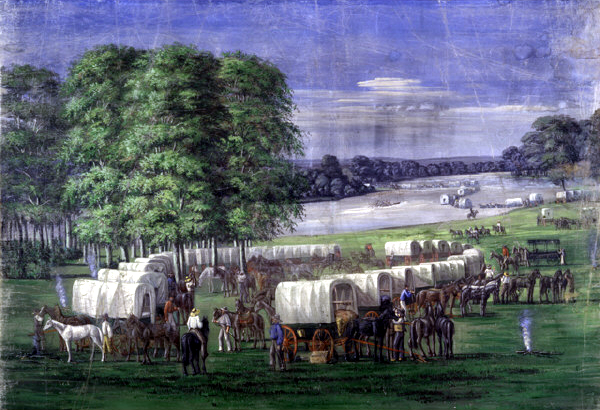
Pionniers Mormons traversant le Nebraska. Ils ne s'installeront dans l'Utah qu'en 1847, six ans après les premières missions jésuites de l'Idaho et du Montana

Aux États-Unis, les missions jésuites s'implantent suivant le progrès vers l'Ouest américain, se déplaçant sur la Frontière sauvage, qui est d'abord dans le Kentucky, puis le long du Mississippi et ensuite dans les Montagnes Rocheuses. Les jésuites belges sont parmi les premiers implantés dans les Montagnes rocheuses. Ils sont témoins de la violence et des abus contre les amérindiens mais n'ont plus l'influence politique, culturelle et religieuse qu'ils avaient deux siècles auparavant en Nouvelle-France (Canada Français). Les États-Unis sont un pays de tradition protestante et la restauration pontificale de l'Ordre religieux, par Pie VII date de seulement une décennie ou deux, après une éclipse de 40 ans. Le long de l'artère fluviale du Mississippi-Missouri, les jésuites voient arriver la spéculation sur les terres à coton, à l'origine de la Panique de 1837. Dans les Rocheuses, ils sont au contact avec des trafiquants de fourrures, souvent sans foi ni loi. Les jésuites belges seront beaucoup plus nombreux après la Panique de 1857, l'année de l'ouverture du Collège américain de Louvain. Auparavant, ils étaient portés par leur sympathie naturelle pour la cause amérindienne, qui s'aggrave sensiblement avec l'amplification de la ruée vers l'or de Géorgie de 1828 et ses conséquences, l'Indian Removal Act de 1830, lorsque le président américain décide l'exil des tribus indiennes à l'ouest du Mississippi, marqué par la Piste des larmes.

### Les mécènes et financiers
Les jésuites belges trouvent dès 1832 le soutien financier de quatre marchands de la ville portuaire d'Anvers, Pierre de Nef, Guillaume-Joseph De Boey, Henri Le Paige et Joseph Proost. En reconnaissance le nom des deux premiers fut donné à deux lacs situés près de la Mission jésuite Saint-Michael des Pend'Oreilles, le Lac des Prêtres et le Lac Eloika. La communauté financière d'Amsterdam, rivale et protestante, investit à la même époque dans la spéculation sur les terres à coton du Mississippi, dont les planteurs n'attendent qu'une chose: l'extinction des tribus amérindiennes. Le mois d'avril 1832 voit une énorme levée de fonds de l'Union Bank of Louisiana à Amsterdam suivie quelques mois après d'une autre de la Banque des citoyens de la Louisiane.
Théodore de Theux, successeur depuis 1830 de Charles Van Quickenborne à la tête de la mission du Missouri, a des liens dans la communauté financière belge. Il reçoit le 23 août 1832 une lettre de Pierre de Nef expliquant qu'il a fait « une sorte d'association avec mes honorables amis MM. Guillaume-Joseph De Boey, Henri Le Paige et Joseph Proost d'Anvers. Elle consiste en ceci: nous achetons des actions sur divers pays, avec l'intention que la perte entière, s'il y en a, soit à notre compte, et qu'une bonne partie du bénéfice, s'il y en a, soit destiné à nos chères missions d'Amérique ». En quatre ans, de 1832 à 1835, Pierre de Nef a envoyé au Missouri et au Maryland pour 156 000 francs.
Guillaume-Joseph De Boey, un autre ami de Pierre-Jean De Smet, a une fortune de deux à huit millions de francs selon les sources,, montant considérable pour l'époque et constituée essentiellement d'actions de sociétés, grâce à de judicieux placements. En France, une Société de l'Océanie au capital d'un million de francs s'est créé en 1844, pour envoyer des missionnaires - des Pères maristes de Lyon - en Oregon. La même année Pierre-Jean De Smet passe par Lyon après Anvers et Amsterdam, lors de sa première grande tournée européenne après l'ouverture de premiers postes missionnaires dans les Rocheuses. Il effectuera un total de neuf voyages transatlantiques. Les liens commerciaux entre États-Unis et Belgique se développent: les importations belges de produits américains doublent dans la décennie d'avant la Guerre de Sécession.

### L'héritage universitaire
Plusieurs grands établissements américains d'enseignement supérieur ont des origines jésuites:
- En 1789 est fondé le collège qui deviendra l'Université de Georgetown, dont John Carroll, ordonné évêque de Baltimore l'année suivante, devient le directeur. Guillaume-Valentin Dubourg en est le  directeur en 1796. Tous deux sont d'anciens Jésuites[10]
- En 1824, la création d'une école amérindienne jésuite "Stanislaus Kostka" à Florissant par Charles Van Quickenborne est suivie en 1829 par celle du "Collège Saint-Régis" de Saint-Louis, sous juridiction des jésuites depuis 1828, la future Université de Saint-Louis.
- En 1837, le Collège Saint-Charles voit le jour à Grand Coteau (Louisiane), rejoint deux ans après par Théodore de Theux.
- En 1840, le frère Pierre De Meyer fait partie du groupe de jésuites qui participent au développement de l'Université Xavier (Cincinnati), dans l'Ohio, aux côtés de Jean-Antoine Elet, qui devient le premier président jésuite de l'établissement[11]. Une école plus modeste existait en 1831.
- En 1879, Johann Martin Henni fonde l'Université Marquette à Milwaukee grâce à don de Guillaume-Joseph De Boey.

L'arrivée de jeunes belges a donné à Francis Kenrick, archevêque de Baltimore, l'idée de créer en 1857 le Collège américain à Louvain. Dans les douze années suivantes, le Collège envoie 170 prêtres aux États-Unis et au Canada. Ils seront 150 pour les seuls États-Unis en 50 ans. En 50 ans, le nombre de prêtres belges aux États-Unis passe à 800. Parmi eux, Charles-Jean Seghers, répond à l’appel de Mgr Modeste Demers (1809-1871), premier évêque de Vancouver, à qui il succède.

## Les différents lieux d'implantation

### Le passé jésuite espagnol en Floride et Californie

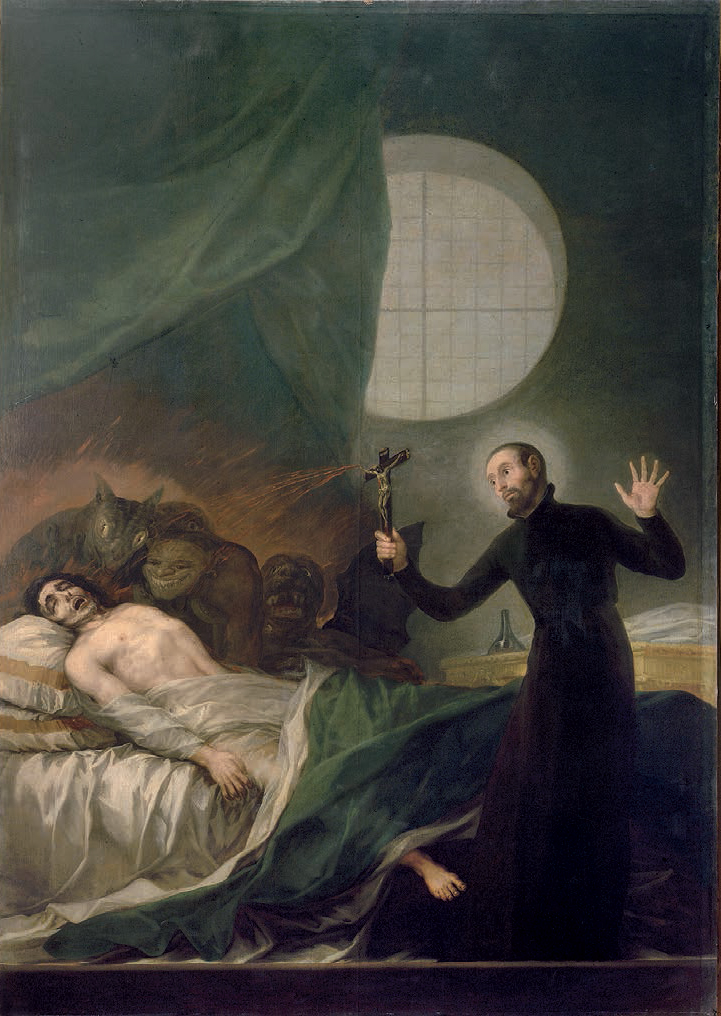
'Saint François Borgia, exhortant un impénitent mourant à faire pénitence' (toile de Goya)

Les jésuites sont d'abord arrivés par le Sud et l'Empire espagnol, sans forcément laisser de traces durables. En octobre 1566, Pedro Martinez, le premier jésuite continental à être entré sur le territoire qui allait être plus tard les 'États-Unis', est tué par des indigènes de l'île de Tatacuran, en Floride. Cinq ans plus tard, François Borgia, troisième Supérieur général de la Compagnie de Jésus, pourtant actif promoteur de l'œuvre missionnaire, ne trouve pas ou peu de fruits au travail des jésuites en Floride. Au vu des échecs répétés de leur pénétration en Floride il leur intime l'ordre de se retirer de ce territoire.
Autre date importante, la mort le 15 mars 1711 d'Eusebio Francisco Chini (ou Kino), missionnaire en Basse-Californie et dans l'Arizona, célèbre pour son exploration des territoires lointains et sa cartographie précise. Il avait mis en place une chaîne de missions, qui a introduit l'agriculture de pointe pour l'époque jusqu'aux territoire des Indiens du sud-ouest des États-Unis.

### L'appel en Belgique d'un prêtre du Kentucky
Un prêtre missionnaire belge au Kentucky a joué un rôle moteur dans l'épopée jésuite auprès des indiens. Charles Nerinckx a débuté comme curé d'Everberg, près de Louvain. À partir de 1797, il doit vivre caché pendant quatre ans, pour échapper aux armées françaises qui ont envahi la Belgique. En 1804, il fuit aux États-Unis. Son dynamisme est rapidement remarqué. Mgr Carroll l'envoie dès 1805 seconder Stephen Badin, alors seul prêtre catholique au Kentucky, un territoire long de 200 miles, sur la Frontière sauvage. Il y érige une dizaine de chapelles, rencontre les indiens Shawnee et fonde en 1812 l'Ordre des sœurs de Lorette,. Le Pape veut en faire l'évêque du Territoire de Louisiane, mais il décline la proposition. Son ami Mgr Dubourg le deviendra en 1816, l'année où Charles Nerinckx part recruter des missionnaires en Belgique, avec le feu vert de Mgr Kohlmann. Le père Nerinckx y raconte "l'état d'ignorance et de barbarie où languissent les tribus indiennes de l'Ouest". Ses entretiens "firent grande impression". Charles Nerinckx fit circuler une brochure en flamand, datée du 24 août 1816, appelant à mettre en œuvre l'amour du prochain, car "Dieu les aime tous autant, Belges, Américains ou Indiens". Le texte incite cinq jeunes jésuites belges à le suivre vers les États-Unis, parmi lesquels trois futurs explorateurs, Pierre-Jean De Smet, Charles Van Quickenborne et Pierre De Meyer. En 1821, il revient d'un second voyage en Belgique, avec neuf autres jeunes désireux de rencontrer les indiens.

### La plantation de White Marsh (Maryland) fondée pour accueillir le premier groupe en 1819
Antoine Kohlmann, supérieur des Jésuites du Maryland et directeur du Collège jésuite de Washington, a fondé en 1819 la petite plantation de blé et de tabac de White Marsh, à six kilomètres du port, dans le Maryland, pour l'arrivée du premier groupe de jeunes belges recrutés par Charles Nerinckx, qui y feront leur noviciat avant de passer dans le Missouri. Le projet de mission indienne est poussé par Monseigneur Dubourg, évêque à la Nouvelle-Orléans, où il a connu les horreurs de la Guerre Creek. Il obtient des rendez-vous à Washington pour consulter le gouvernement sur le projet. Le ministre de la Défense John C. Calhoun lui suggère de mettre surtout à contribution l'Université Georgetown à Washington. Leonard Neale, nouveau supérieur jésuite du Maryland, donne son feu vert, mais demande que la mission du Missouri soit confiée à Charles Van Quickenborne, à la tête de celle du Maryland. En attendant les soutiens financiers, les jeunes jésuites peuvent maintenant partir évangéliser sur la 'Frontière sauvage', que l'on considérait à l'époque être le Mississippi et Missouri. Ils s'installent deux ans plus tard à la confluence, à Florissant (Missouri).

### Le premier collège amérindien, à Saint-Ferdinand de Florissant (Missouri), en 1823

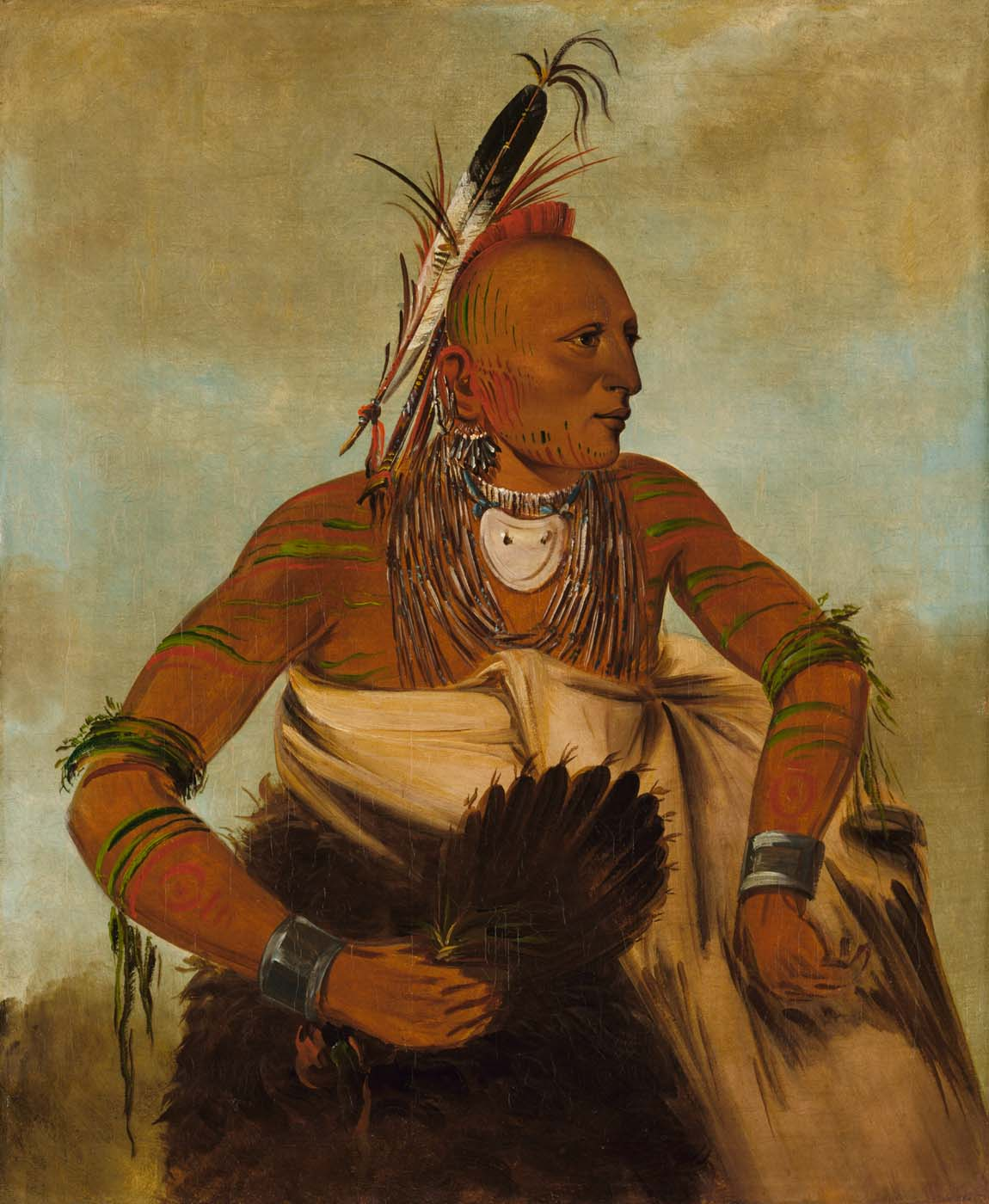
Guerrier osage, peint par George Catlin, qui expose l'Indian Gallery en 1838.

Le groupe qui part du Maryland vers le Missouri en 1823 comprend sept novices belges pour qui "rien ne peut leur être plus agréable que de consacrer leur vie à l'éducation et au salut des Indiens". Il y a aussi trois couples noirs de la plantation et trois frères coadjuteurs: Pierre De Meyer, Henri Beiselman et Charles Strahan. Ils fondent une école pour les enfants Algonquins en juin 1823, dans une ferme, "assez vaste et fort productive" de la paroisse Saint-Ferdinand de Florissant, une douzaine de miles de Saint-Louis).
C'est un vieux village français datant de 1786, où Philippine Duchesne, des religieuses du Sacré-Cœur, a créé en 1819 une école pour filles et un noviciat, sur les pas de Charles de la Croix, jésuite belge arrivé en 1818. Le lieu est idéal pour contacter les Osages, comme Charles de la Croix a commencé à le faire dès 1821, deux ans avant l'arrivée des autres jésuites. C'est le succès de ses relations avec les Amérindiens qui incite Mgr Dubourg à développer la mission.
Pierre Verhaegen, 23 ans, dirige le journal en anglais créé par les jésuites, le Verger de la vallée. Il sera le recteur de l'école "Stanislaus Kostka", qui ouvre sur deux étages dès juin 1824. En 1829, elle est remplacée par le "Collège Saint-Régis" de Saint-Louis, sous juridiction des jésuites depuis 1828. L'établissement deviendra l'Université de Saint-Louis, l'une des plus importantes universités jésuites américaines, avec 16 000 étudiants en 2011.

### En 1833, la Compagnie de Jésus demande d'aller plus à l'Ouest

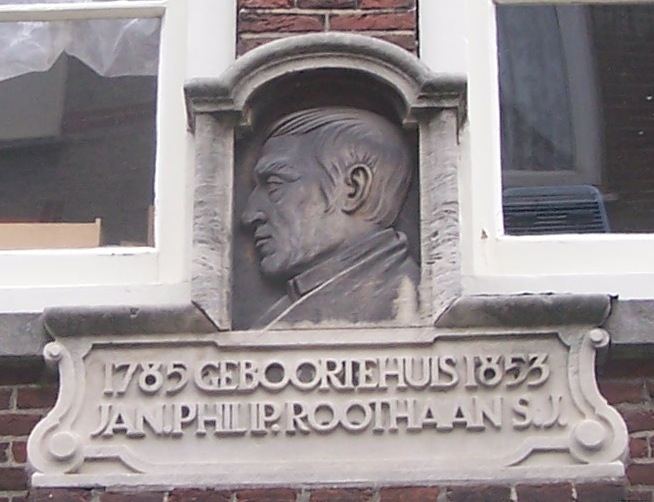
Lieu de naissance de Jean-Philippe Roothaan, à Amsterdam

En 1830, l'Indian Removal Act du président américain Andrew Jackson, ordonne de déporter les tribus amérindiennes à l'ouest du Mississippi. Le 3 décembre 1833, Jean-Philippe Roothaan, Supérieur général de la Compagnie de Jésus, lance un appel à la résurrection des missions lointaines. Les jésuites du Missouri reçoivent pour mission d'évangéliser les indiens à l'Ouest du Mississippi, où ils se rendent en fait déjà régulièrement, à l'instigation de l'évêque Dubourg.
Le père Charles de la Croix, arrivé en 1818 à Florissant (Missouri), est le premier à visiter les  Osages, dès 1821, sur la rive du Mississippi qui constitue l'actuel Kansas.
Dans le comté de Neosho, il visite les indiens du futur village de Saint-Paul, près d'une habitation du trappeur Edouard Chouteau, dont il baptise les deux fils. Son successeur, Charles Van Quickenborne entreprend aussi de tels voyages, vers les Osages, venus le visiter à Florissant (Missouri). Il arrive à son tour à Saint-Paul, le 25 août 1827, puis contacte les Osages de la Rivière Sugar en 1830, pour les attirer vers la mission de Florissant (Missouri). En 1830, la mission est devenue autonome. Il en cède direction à Théodore de Theux, ce qui lui permet de sillonner le bassin supérieur du Missouri, visiter les Kickapous du Kansas ou même préconiser la fondation d'une paroisse à Keokuk (Iowa).
En 1835, Pierre-Jean De Smet revient d'un voyage en Belgique, où il lève des fonds pour les œuvres missionnaires jésuites. Avec lui, un nouveau groupe de missionnaires, parmi lesquels Henri et Guillaume Crabeels, neveux de Guillaume-Joseph De Boey, son mécène d'Anvers,. L'année suivante, Pierre Verhaegen succède à Théodore de Theux à la direction de Florissant, puis s'installe sur la rive gauche, à Saint-Charles, dix milles plus loin. La chapelle chez les Kickapous, dont rêvait Charles Van Quickenborne, est construite en 1836 aussi.

### Les jésuites dans les Grandes Plaines: Iowa, Kansas et Nebraska

#### Au Kansas, la Mission Kickapoo de juin 1836

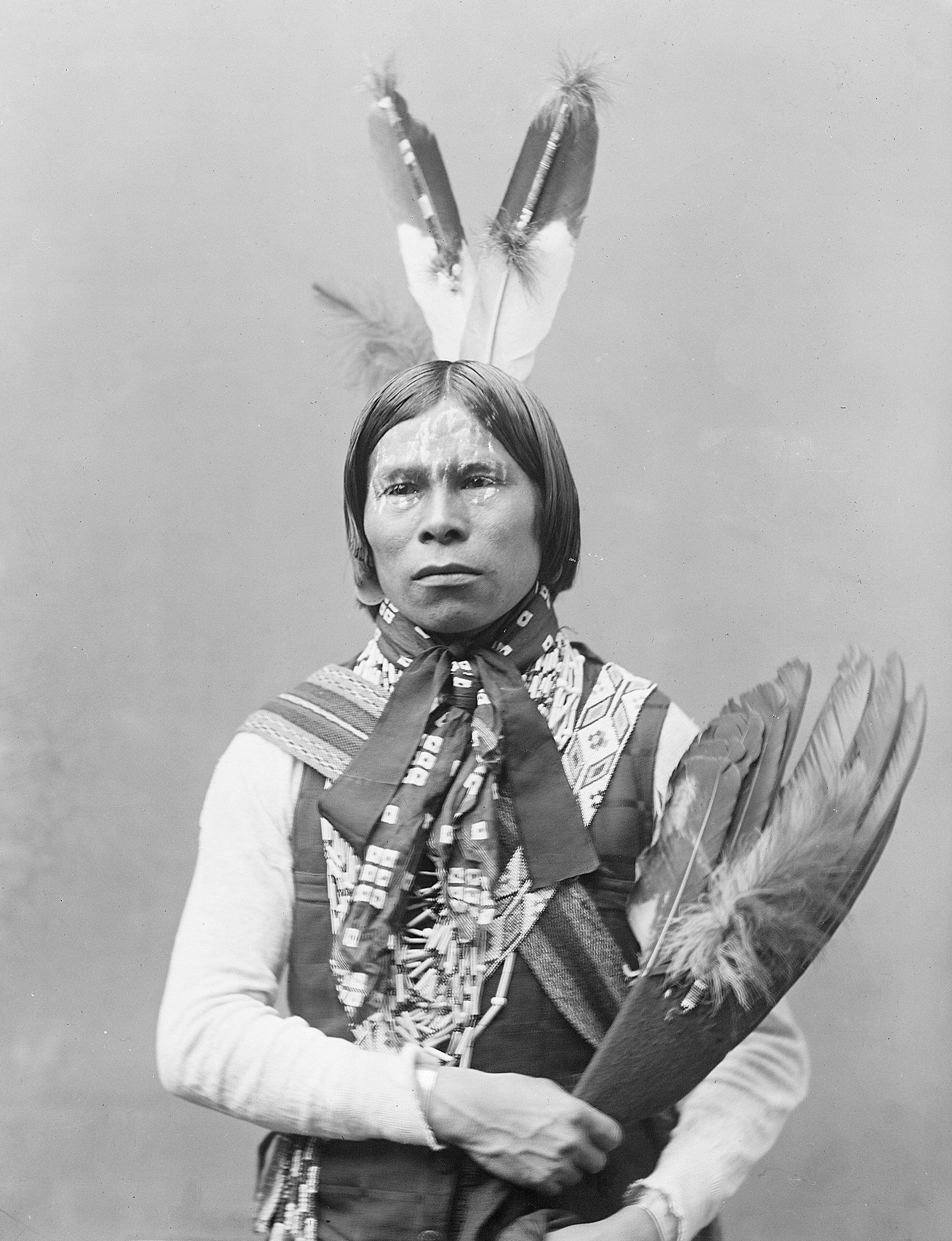
Babe Shkit, chef kickapou.

La Mission jésuite de Kickapoo et son école amérindienne naissent en juin 1836, près de la future ville de Kansas City, entre deux campement d'indiens. Les Kickapoos sont impressionnés par le dictionnaire et la grammaire de leur langue mis au point par un jeune médecin belge, Christian Hoecken, qui rejoint le fondateur de la mission, Charles Van Quickenborne. Ce dernier décède l'été suivant et quelques mois après, en décembre 1847, Christian Hoecken reçoit un message de tribus en difficultés situées plus au nord-ouest. Il marche pendant huit jours pour les rejoindre. Pendant ce temps, la mission périclite, lorsque des trafiquants d'armes et d'alcool passent, avec à peine une trentaine d'Amérindiens participant régulièrement aux messes.

#### La mission en Iowa/Nebraska de mai 1838

La carte du Haut-Mississippi tracée par Joseph Nicollet avec l'aide de jésuites.

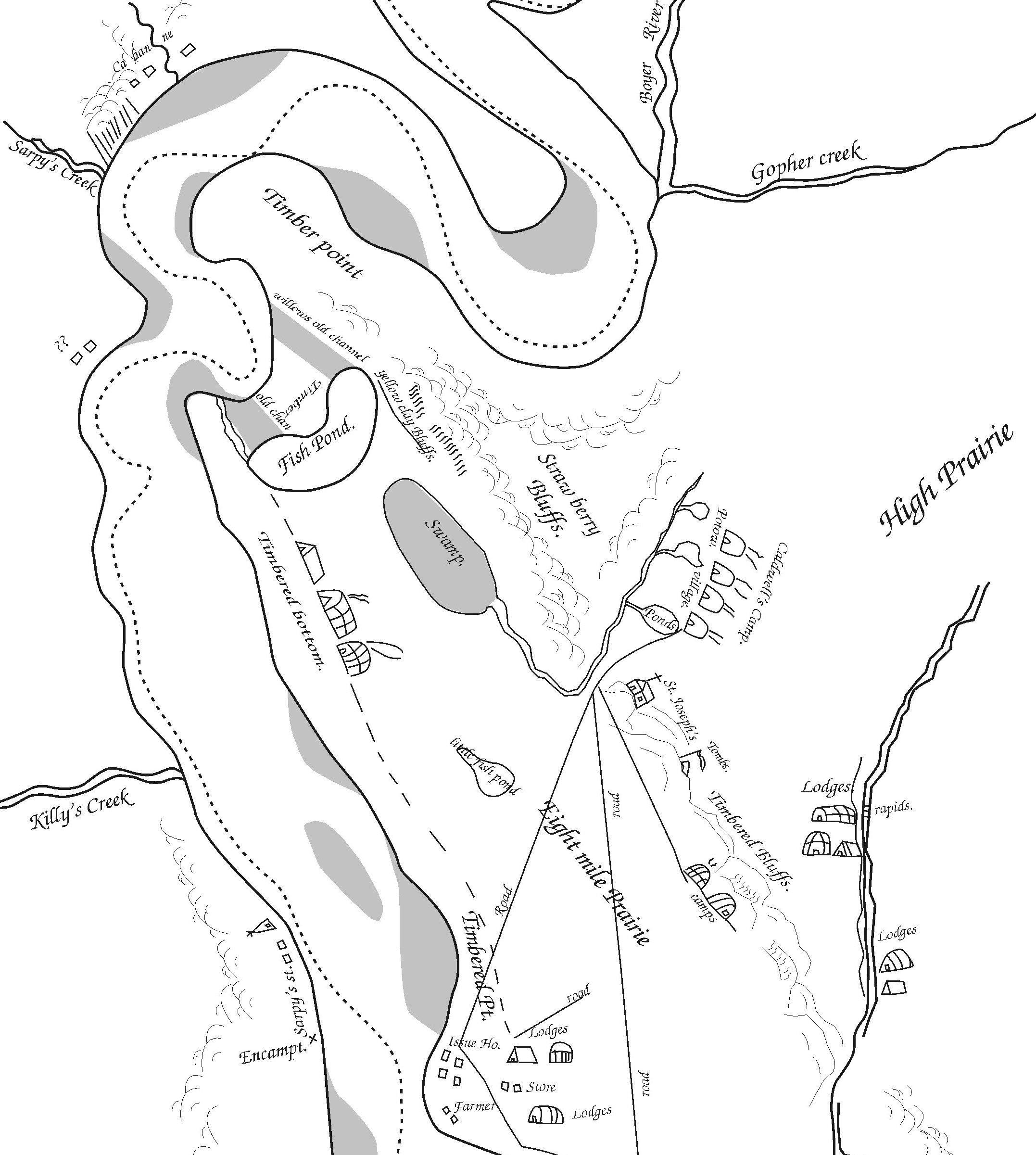
La carte de Pierre-Jean De Smet du secteur de Council Bluffs de 1839, montrant un village et un établissement américain proche.

La Mission de Council Bluffs est fondée en face de la ville actuelle d'Omaha (Nebraska), à la confluence du Missouri et de la Rivière Platte. C'est un lieu sensible car les tribus indiennes ont plusieurs fois été refoulées vers le sud. Des conflits territoriaux sont redoutés. Fin 1837, Nesswawke, chef d'une tribu de 150 indiens Potawatomis, refoulés de Rivière Wabash, dans l'Indiana, appelle à l'aide la Mission jésuite de Kickapoo. Christian Hoecken la dirige depuis le décès quelques mois plus tôt de Charles Van Quickenborne. Il fonce à travers les grandes étendues enneigées, marchant pendant huit jours. Arrivé en janvier, il organise le mariage des deux filles de Nesswawke, reste deux semaines et demie. Puis il regagne sa mission, avant de revenir en mai à Council Bluffs, lorsque Pierre Verhaegen, l'ex-supérieur de Florissant, y fonde une nouvelle mission et ouvre une petite école. Les missionnaires jésuites ont gagné la confiance des tribus locales.
D'autres villages d'Amérindiens ont été déplacés, parmi lesquels celui de Billy Caldwell, aussi appelé « Sauganash », un trappeur mohawk du Canada, rescapé de la guerre de Black Hawk de 1832. Grâce au soutien de Pierre-Jean De Smet, les tribus déplacées concluent un traité avec leurs ennemis irréductibles, les Blackfeets. Le prêtre obtient aussi des Sioux qu’ils cessent leurs raids meurtriers. À l'été 1838, Félix Verreydt, accompagné du père Mazzella, tente d'établir une autre mission chez les Potawatomis.
Le succès de celle de Council Bluffs sera très relatif, avec seulement 300 amérindiens convertis. Elle a peu de moyens. Les pères jésuites comptent sur Joseph Nicollet, un mathématicien et géographe français qui cartographie le haut-bassin du Mississippi, pour la logistique de l'armée américaine qui l'emploie. En avril 1839, le bateau à vapeur Steamboat Pirate, venu le ravitailler, fait naufrage. Pierre-Jean De Smet en effectue la description dans son journal de voyage. Revenu à Council Bluffs, il croise une délégation de Têtes-Plates venus inviter la « robe noire » dans leurs villages des Montagnes rocheuses.

#### La mission de Sugar Creek au Kansas en mars 1839

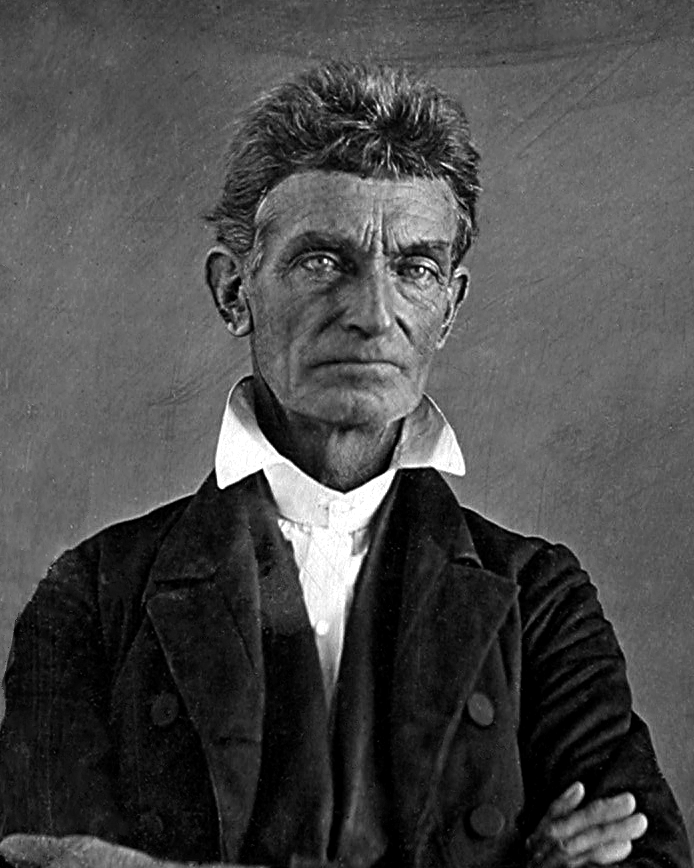
John Brown instigateur du Massacre de Pottawatomie de 1856, époque où la mission jésuite doit fermer.

La Mission Sainte-Marie de Sugar Creek est créée en mars 1839 par l'infatigable Christian Hoecken. C'est une école pour les indiens Potawatomis et une plantation de maïs, rapidement jugée trop étroite, à 80 km au sud de l'actuelle ville de Kansas City, dans l'actuel Comté de Linn (Kansas). Philippine Duchesne y travaille un an. Philippine "assurera le succès de la mission par sa prière. Sa présence attirera toutes sortes de faveurs divines sur nos travaux", estiment les jésuites qui la réclament à Sugar Creek. Ses longues heures de prière contemplative amènent ceux-ci à l'appeler "Quah-kah-ka-num-ad" ("La femme qui prie toujours"). Lucie Mathevon (1793-1876), de vingt ans sa cadette, prend ensuite la responsabilité de la Mission. Félix Verreydt, un jésuite belge, qui l'a décrite dans ses mémoires en a aussi été le directeur spirituel à partir de septembre 1841, lorsqu'il revient de la Mission de Council Bluffs.
Les Potawatomis donnent leur nom à la Langue Potawatomi, venue des Grands Lacs avec les grands mouvements de tribu vers le Sud, et à une rivière. Cette dernière donnera son nom aux Pottawatomie Rifles, plus tard, dans les années 1850, lors des massacres du Bleeding Kansas, qui voient s'affronter les partisans et délateurs de l'esclavage, cinq ans avant la Guerre de Sécession. Un épisode pendant lequel les partisans du sud menacent de brûler la mission, reprochant les jésuites leur sympathies pour le Nord et leur aide aux abolitionistes. Les réfugiés amérindiens sont plus nombreux que jamais, mais la mission doit fermer.

### Les jésuites dans le Wisconsin, sur les traces des pères québécois

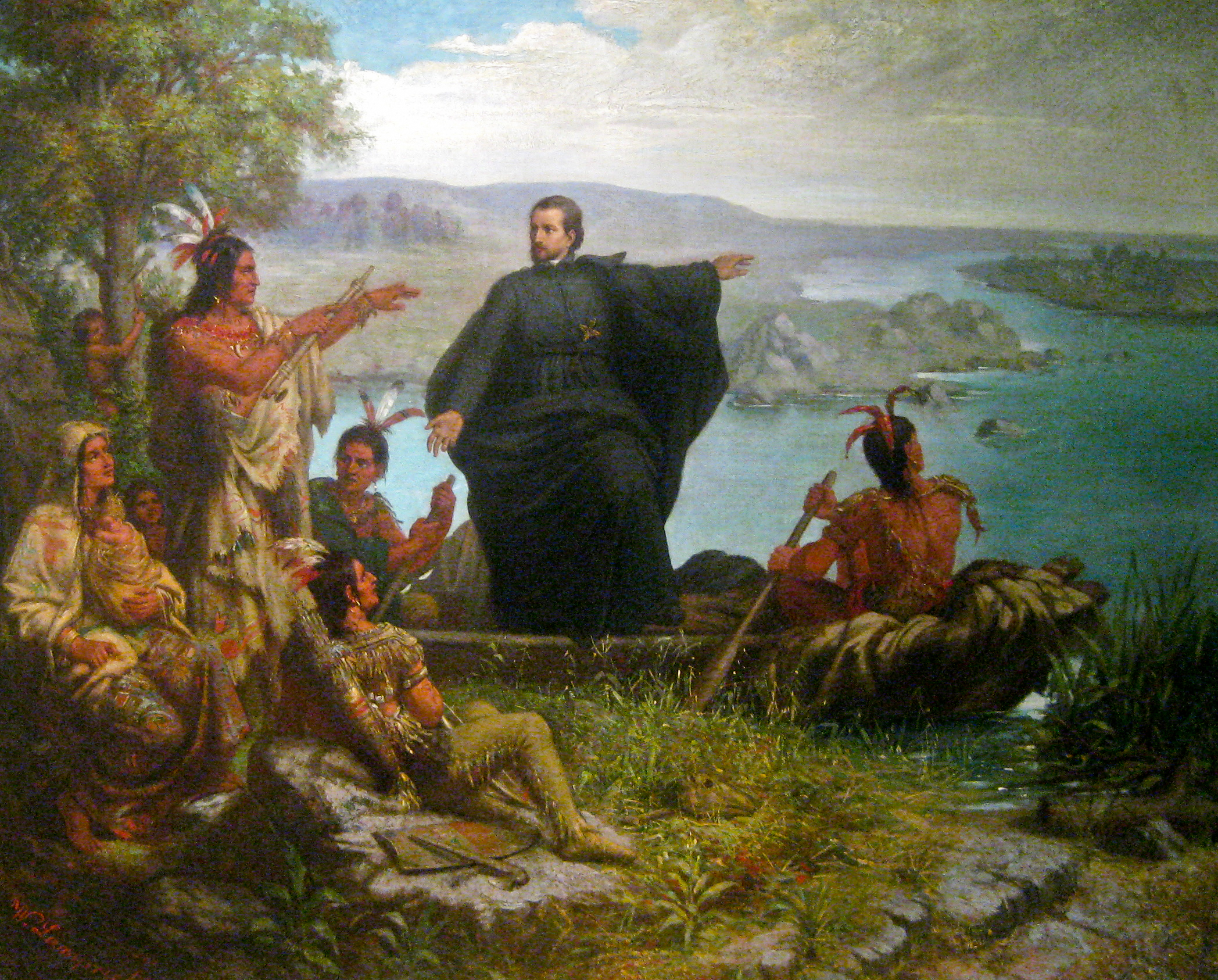
Le père Marquette et les Amérindiens. Près de deux siècles après ses expéditions, les jésuites donnent son nom à l'Université qu'ils tentent de fonder à Milwaukee dès 1848.

L'Université Marquette, (11 600 étudiants en 2015) porte le nom de l'explorateur jésuite du XVIIe siècle, Jacques Marquette. Venu du Québec, il avait traversé les Grands Lacs en canot puis remonté la Fox River (Wisconsin), de son embouchure aux sources, et effectué un portage difficile jusqu'à la Rivière Wisconsin pour entrer dans le bassin supérieur du Mississippi. Un diocèse se créé à Milwaukee, un siècle et demi plus tard, confié au suisse John Martin Henni. Il veut créer une école pour attirer les immigrants arrivant de l'est et part chercher des fonds en Europe en 1848-1849. Le prélat allemand Anthony Minoux décline, car le Printemps des peuples en Europe a rendu la tâche plus difficile aux jésuites pour envoyer de l'argent outremer. Sur la route du retour, Henni est orienté vers un riche financier d'Anvers, Guillaume-Joseph De Boey qui lui promet 16 000 dollars. Fort de cet engagement, il s'adresse aux jésuites américains pour obtenir aussi des moyens humains. Il les reçoit en août 1849. En 1850, Guillaume-Joseph De Boey décède et Henni obtient les 16 000 dollars. En 1856, il achète des terres pour fonder une université, mais les jésuites lui demandent de l'installer plus proche du centre-ville. Le projet est aussi retardé par la Crise financière de 1857.

### Les jésuites dans les montagnes Rocheuses

#### Les appels des Iroquois et Têtes-Plates de la Bitter-Root River

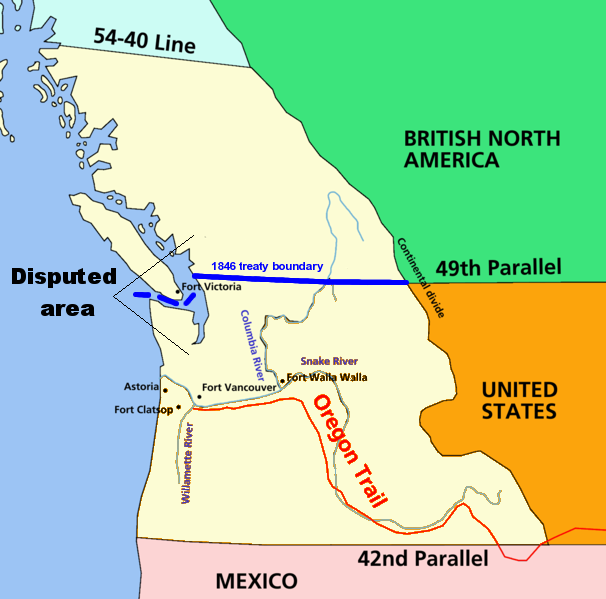
Les jésuites américains et canadiens s'installent dans la région de l'Oregon à l'époque où elle fait l'objet d'un différend américano-britannique.

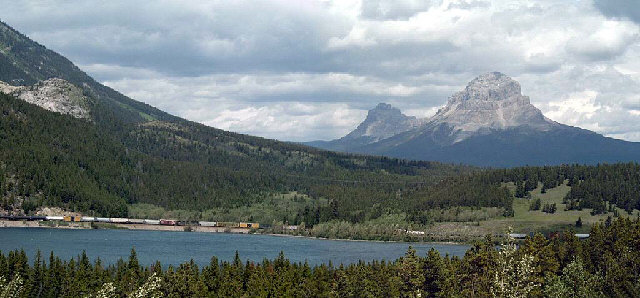
Les Rocheuses canadiennes

Bien avant l'arrivée des jésuites, la côte pacifique américaine appartient à la Compagnie russe d'Amérique. Elle ouvre des comptoirs en Alaska dès 1804 puis installe le Fort Ross en Californie en 1812. Mais en 1819, la mort de son directeur Alexandre Baranov l'affaiblit. Peu après, les Anglais et Américains s'intéressent au Pacifique. En 1821, une loi anglaise, inspirée par John McLoughlin, impose la fusion la Compagnie de la Baie d'Hudson et la Compagnie du Nord-Ouest, qui se livraient à des affrontements armés dans les années 1810 dans le centre du Canada, comme la bataille de la Grenouillère, du 16 juin 1816. La "Guerre des fourrures" se déplace vers le sud et l'ouest. Londres négocie aussi avec Moscou un traité ratifié en janvier 1825 : les Russes resteront sur une mince bande littorale le long du Pacifique. Deux mois après, en mars 1825, John McLoughlin s'installe dans la vallée de la Willamette. Sa Compagnie de la Baie d'Hudson confie au Canadien Peter Skene Ogden des expéditions dans l'Utah, et sur la Snake (rivière), proche de campements Têtes-Plates de la Bitterroot, où l'expédition de Lewis et Clark s'était séparée en 1805. Les Têtes-Plates sont inquiets: Ogden est connu pour avoir battu à mort un Indien en 1816. Avec leurs voisins Nez-Percés, ils demandent conseil à la vingtaine de trappeurs iroquois catholiques venus de Montréal entre 1812 et 1824, qui ont pris épouses en s'établissant dans la Bitterroot. Autour du feu, les Iroquois racontent leurs histoires d'hommes blancs en robes noires'... À l'hiver 1825, ils sont recrutés par Jedediah Smith, de l'American Fur Company, qui a des représentants à Saint-Louis (Missouri) et Kansas City. Ils y découvrent des « robes noires » jésuites, disparus de leur Québec, et tentent de les inviter dans l'Ouest en 1831. En 1832, des affrontements entre Anglais et Américains ont lieu à Pierre's Hole, au Rendez vous des trappeurs de l'Ouest, après l'assassinat d'un chef Atsinas. L'année suivante, un article du Christian Advocate and Journal révèle qu'une délégation indienne a voulu rencontrer William Clark, de l'expédition Lewis et Clark, amenant Lee Jason, un missionnaire protestant à partir dans le Montana. À l'été 1835, il y rencontre le trappeur iroquois Ignace Francis La Mousse, élevé dans une mission jésuite du "Sault Saint-Louis". Ce dernier n'est pas convaincu et part pour Saint-Louis (Missouri) avec  "High-Bear", un chef des Nez-Percés de la Snake (rivière). Il y fait baptiser deux de ses fils. À l'été 1839, il conduit une nouvelle délégation mixte, Têtes-Plates et Nez-Percés, va visiter les "robes noires". Une attaque des Sioux sur la North Platte River, vers Fort Laramie, la décime. L'année suivante, une nouvelle délégation amérindienne, menée par Pierre Gaucher, la 5e en neuf ans, rencontre finalement le missionnaire jésuite belge Pierre-Jean De Smet dans l'Iowa, et le convainc de venir dans les Rocheuses.

#### La mission chez les Têtes-Plates du Montana, fondée en 1841

Le trajet de l'expédition Lewis et Clark en 1804-1806. Il s'étaient séparés à hauteur de la Bitterroot (rivière)

La Mission jésuite Sainte-Marie de Bitter Root, dans le Montana, est la première des montagnes Rocheuses. Son fondateur, Pierre-Jean De Smet, répond en avril 1840 à l’appel des Indiens venus à sa rencontre à Council Bluffs. Après avoir campé à Red Buttes, près de Casper (Wyoming) le 14 juin 1840, ils dépassent Independence Rock, où De Smet inscrit son nom. Le 5 juillet 1840, il célèbre une messe à Daniel (Wyoming), lieu qui accueille depuis 1832 le "Rendez vous des trappeurs de l'Ouest", entre Indiens et trappeurs. Il longe ensuite la Green River, et le pays des Indiens "Gros Ventre" puis la Snake (rivière) jusqu'à Jackson Hole. Le 12 juillet, ils sont à Pierre's Hole, lieu du "Rendez vous des trappeurs de l'Ouest" de 1832, au pied de la chaîne Teton, où les attend un campement de 1600 Têtes-Plates, Pend d'Oreilles et Nez-Percés"Father De Smet in Wyoming" par Rebecca Hein
. De Smedt embauche comme guide Thomas Fitzpatrick"Father De Smet in Wyoming" par Rebecca Hein
.
Le 24 septembre 1841, il arrive dans la vallée de la Bitterroot (rivière), avec les pères Gregory Mengarini et Nicolas Point, pour fonder la Mission jésuite Sainte-Marie de Bitter Root. Elle accueille aussi le suisse Joseph Joset, premier médecin blanc de la région, et l'italien Pietro Zerbinani. Peu après Pierre-Jean De Smet repart en Europe. Il demande à Jean-Philippe Roothaan, supérieur des Jésuites à Rome, de faire appel à des missionnaires de Rome, Naples, Lyon, et d'Espagne et d'Allemagne. De Smedt repart d'Europe avec 145 000 francs collectés aux Pays-Bas. Parmi les nouveaux missionnaires désignés pour l'accompagner, trois Italiens, Jean Nobili, Michel Accolti et Antonio Ravalli et deux Belges : Louis Vercruysse, de Courtrai, et François Huybrechts, d'Anvers. La mission doit cesser ses activités en 1850, puis redémarre en 1865 après la guerre de Sécession.

#### La mission Saint-Paul de Willamette, sur la route de l'océan Pacifique

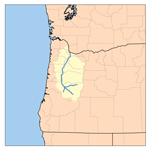
Emplacement de la vallée de la Willamette, qui tire son nom indien de la rivière Multonomah ou Whalla-Whalla, devenu Oualamette, et finalement Willamette.

La Mission jésuite Saint-Paul de Willamette est fondée sur le site établi quelques années plus tôt par l'évêque canadien François-Norbert Blanchet. Avec Modeste Demers, et le feu vert de la Compagnie de la Baie d'Hudson, il est responsable de « la mission de l'Oregon » sur un vaste territoire jamais visité par un prêtre. La mission a une scierie et un moulin, qui sera revendu à James McKay en 1848. La vallée de la Willamette a un rôle central pour aller chercher des fournitures vers le Pacifique, en particulier après la ruée vers l'or de Californie en 1848. Les missionnaires protestants s'y sont installés. Après Lee Jason en 1834, en 1836, Henry H. Spalding s'installe chez les Nez-Percés. À partir de 1845, la Société de l'Océanie, impulsée par les Pères maristes de Lyon, veut aussi amener des colons à Oregon City. La trop grande fréquentation de ce lieu de passage amène des maladies. La rougeole cause deux cents morts en 1847 chez les Indiens Cayuses. Soupçonnant les missionnaires protestants de les avoir empoisonnés, les indiens Cayuses en tuent une douzaine lors du massacre de Whitman, qui déclenche la guerre Cayuse entre 1847 et 1855.

#### La mission auprès des Cœurs d'Alène, fondée en 1842

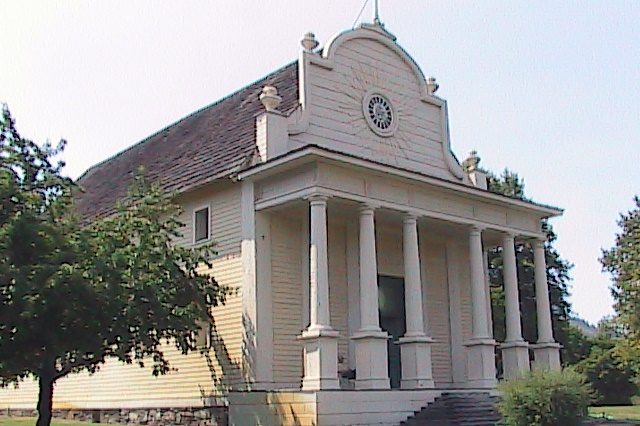
Église du Sacré-Cœur de la mission auprès des Cœurs d'Alène.

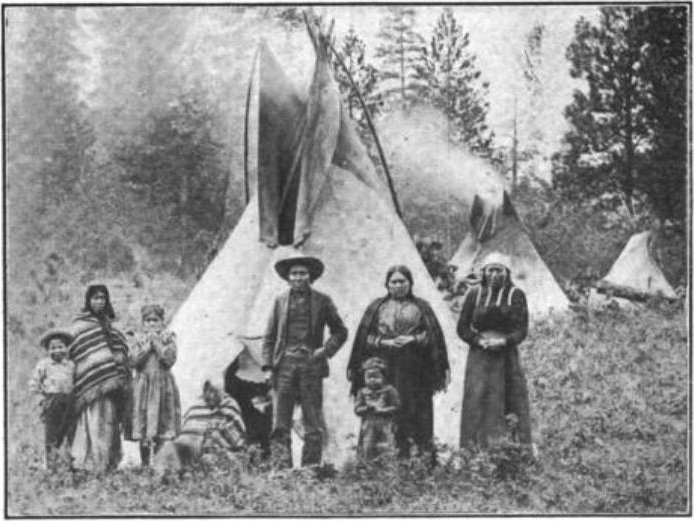
Cœurs d'Alène vers 1907.

La Mission jésuite du Sacré-Cœur auprès des Cœurs d'Alène, appelée aussi "Mission Cataldo", est établie en 1842 par Joseph Duet et Nicolas Point, à la demande du père Pierre-Jean De Smet. Les Indiens Cœur d'Alène avaient reçu ce nom des trappeurs français en raison de leur supposée dureté en affaires. L'alène est un solide poinçon aigu permettant de travailler les peaux et les fourrures).
La mission a changé plusieurs fois de lieu. Un premier site avait été prévu au nord du lac, puis il a été abandonné avant même que soit fondée la mission, les deux fondateurs étant en délicatesse avec le nouveau responsable de la Mission jésuite Sainte-Marie de Bitter Root, le père Vos. La première mission est baptisée "Sainte-Marie", en 1842, La mission a été installée dans le nord de l'Idaho, à 5 km au sud-est du lac Coeur d'Alene, le long de la rivière Saint Joe (en), qui alimente le lac Coeur d'Alene par son extrémité sud-est. Elle sera déplacée 35 miles plus loin, en 1848, sur la Bentley Creek, qui part vers l'est de l'une des baies du nord du lac Coeur d'Alene. On lui donne le nom de Giuseppe Cataldo, un prêtre d'origine sicilienne, né à Terrasini, qui avait passé sa vie au service des communautés de la Frontière sauvage.
En 1850, un autre missionnaire jésuite, le médecin italien Antonio Ravalli reprend la mission et fait bâtir une église plus grande, avec un dôme acheté à Walla Walla. Remarquée pour sa beauté, elle est toujours une attraction touristique un siècle et demi plus tard.

#### La mission chez les Pend'Oreilles de l'Idaho, fondée en 1844

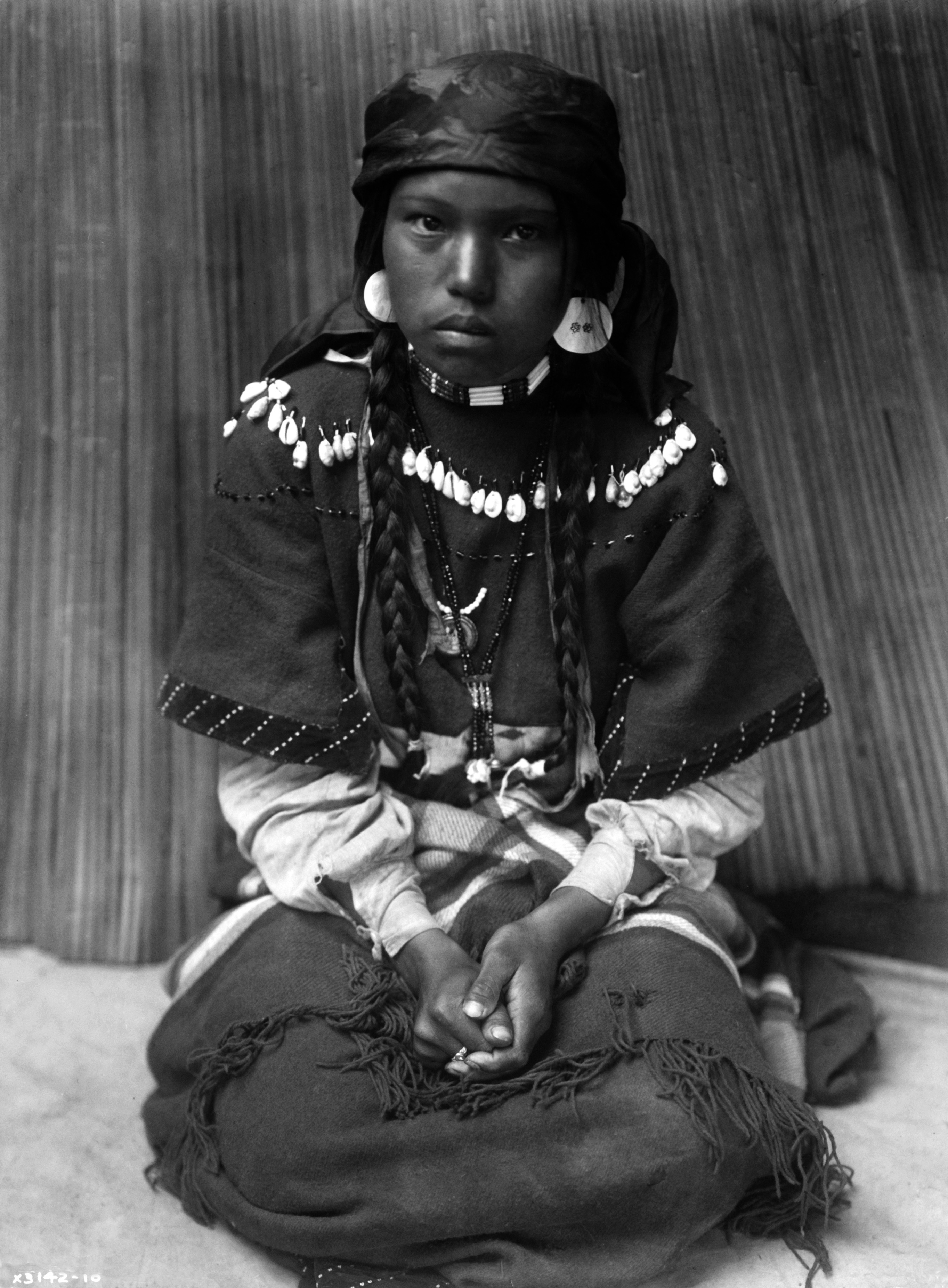
Une jeune fille de la tribu des Pend d'Oreilles.

La Mission jésuite Saint-Michael des Pend'Oreilles est fondée par le père Pierre-Jean De Smet, non loin du « lac des Prêtres », appelé « lac des robes noires » par les Indiens, au retour d’un long voyage en Europe pour y récolter de l’argent et recruter des missionnaires. Menacé par l'accumulation de neige et la glace, Pierre-Jean De Smet envoie un messager indien à la Mission jésuite Sainte-Marie de Bitter Root pour annoncer qu'il passera l'hiver avec les Pend d'Oreilles, un nom donné par les trappeurs et coureurs des bois à l'époque de la Louisiane française, car ce peuple, ami des Têtes-Plates et Kootenai, portait des coquillages suspendus aux oreilles. Leur langue est encore utilisée dans les réserves indiennes de l'Idaho et du Montana.
D'abord établie sur la rive de la rivière des Prêtres, qui accueille aujourd'hui le barrage de « Benoni Falls », la mission est dirigée par Christian Hoecken et déménage quatre miles plus à l'ouest, le long de ce cours d'eau « central » pour la culture et l'identité des Indiens Pend d'Oreilles, en face d'un campement où vivaient un millier d'entre eux dans un village de toile. Cusik, Washington, dernière ville de l'État de l'Oregon avant la frontière avec l'Idaho n'y sera construite que bien plus tard. Les Pend d'Oreilles y étaient encerclés par leurs ennemis, les Blackfoot. Une première édition du Voyages au pays des Rocheuses (anthologie de ses lettres) du père Pierre-Jean De Smet le fait mieux connaître en Belgique. Comme procureur de la mission, il retourne à nouveau en Europe en 1847 pour y trouver des bienfaiteurs.

#### La mission chez les IndiensKootenai

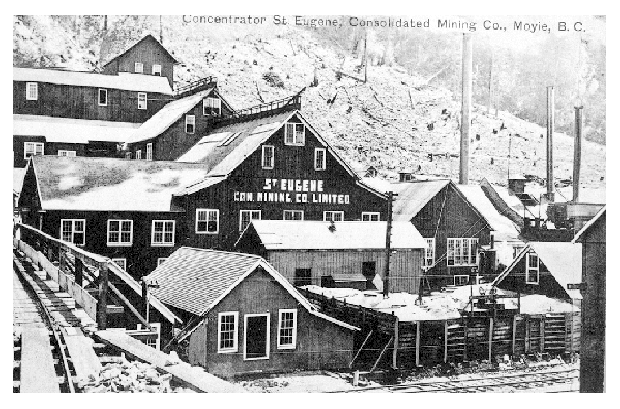
Les bâtiments de la Compagnie minière en 1908

La Mission jésuite Saint-Eugène auprès des indiens Kootenai. Le père Pierre-Jean De Smet y dit pour l'Assomption une messe au milieu de plus d'un millier d'Indiens Kutenai en 1845 sur les bords de la rivière Kootenai. Le prêtre vient alors d'entamer la plus longue de ses explorations en août 1845. Parti du lac Pend Oreille, il remonte jusqu'aux sources du fleuve Columbia, toujours vers le nord, jusqu'à Canmore (Alberta), puis Banff (Alberta). Égaré, il retrouve par chance sa route du retour, via Fort Edmonton, où il passe l'hiver 1845-1846.
La mission chez les Indiens Kootenai s'appelait Kitonaqa, version française du nom des Indiens Kootenai. Elle sera reprise par la congrégation des Oblats de Marie-Immaculée, fondée en 1816 par Eugène de Mazenod. Des recherches récentes sur cette dernière ont révélé qu'elle s’inspirait du travail accompli par les jésuites. Plus tard, les missionnaires vont y découvrir le "filon de Saint-Eugène", la mine la plus importante de cette région, profonde de 500 mètres, qui produisait en 1900 près d'un demi million d'onces d'argent pur par an. La région minière de Kootenay voit aussi émerger la mine Sullivan de Kimberley, en 1892, pour le zinc et le plomb et l'or de Rossland, exploité dès 1890 à la mine Le Roi, sur la Red Mountain. Au bout de six ans, il représente 40 % du total canadien.

## Chronologie
- 1773 : Suppression de la Compagnie de Jésus.
- 1773 : John Carroll (évêque), jésuite irlandais, revient de Belgique aux États-Unis où il était né.
- 1774 : Rome nomme John Carroll (évêque) supérieur des missions américaine sur requête de Benjamin Franklin.
- 1789 : fondation du collège de Georgetown.
- 1790 : John Carroll ordonné évêque de Baltimore.
- 1796 : Guillaume-Valentin Dubourg devient président de Georgetown.
- 1800 : Leonard Neale ordonné évêque coadjuteur de John Carroll.
- 1805 : John Carroll envoie Charles Nerinckx dans le Kentucky, où il fonde quasiment seul une dizaine d'églises.
- 1814 : Pie VII rétablit universellement la Compagnie de Jésus (Bulle Sollicitudo omnium ecclesiarum).
- 1816 : Charles Nerinckx lance un appel aux missions dans la presse belge.
- 1817 : Charles Van Quickenborne et Théodore de Theux s’embarquent pour l’Amérique du Nord.
- 1819 : Ouverture du premier noviciat jésuite d’Amérique du Nord à White Marsh (Maryland).
- 1821 : le Territoire de Louisiane (rebaptisé 'Missouri') admis dans l’union des États-Unis.
- 1821 : Charles Nerinckx effectue un 2e voyage en Belgique, avec Pierre-Jean De Smet, en mission à White Marsh.
- juin 1823 : Fondation de Florissant, base arrière de toutes les missions dans le Midwest.
- 1824 : Création d'une école amérindienne à Florissant.
- 1824 : Charles Nerinckx fonde la première congrégation pour religieuses noires des États-Unis.
- 1824 : Fondation d'un petit-séminaire à Saint-Régis.
- 1824 : Fondation de Saint-Ferdinand de Saint-Louis.
- 1828 : le collège diocésain de Saint-Louis est confié aux jésuites.
- 1828 : ruée vers l'or de Georgie.
- 1829 : le néerlandais Jean-Philippe Roothaan est élu Supérieur général de la Compagnie de Jésus
- 1830 : l'Indian Removal Act exile les tribus indiennes à l'ouest du Mississippi.
- 1830 : Florissant devient autonome et Théodore de Theux son Supérieur religieux.
- 1831 : Quatrième requête des Amérindiens auprès des missions du Missouri.
- avril 1832 : Énorme levée de fonds de l'Union Bank of Louisiana à Amsterdam pour financer la spéculation sur les terres à coton du Mississippi.
- 1832 : Pierre de Nef créé un système de financement des missions jésuites à Anvers avec Guillaume-Joseph De Boey et Joseph Proost.
- 3 décembre 1833 : Jean-Philippe Roothaan, Supérieur général de la Compagnie de Jésus, lance un appel à la résurrection des missions lointaines.
- 1835 : Pierre de Nef a envoyé au Missouri et au Maryland 156 000 francs depuis 1832.
- 1835 : Guillaume-Joseph De Boey finance un voyage au Missouri avec ses héritiers.
- 1836 : Pierre Verhaegen succède à Théodore de Theux à Florissant.
- 1836 : Fondation de la Mission jésuite de Kickapoo.
- septembre 1837 : Pierre-Jean De Smet part de Belgique avec sept malles de Guillaume-Joseph De Boey.
- 1838 : fondation de la Mission jésuite Saint-Joseph de Council Bluffs
- 1838 : 5e requête des Amérindiens auprès des missions du Missouri.
- mars 1839 : fondation de la Mission Sainte-Marie de Sugar Creek.
- avril 1840 : Pierre-Jean De Smet visite les Montagnes Rocheuses du nord.
- 1841 : Fondation de la Mission jésuite Sainte-Marie de Bitter Root.
- 1842 : Fondation de la Mission jésuite du Sacré-Cœur auprès des Cœurs d'Alène.
- 1843 : Don de 100 000 francs de Guillaume-Joseph De Boey à Pierre-Jean De Smet.
- 1843 : Johann Martin Henni arrive dans le Wisconsin.
- 1844 : Fondation de la Mission jésuite Saint-Michael des Pend'Oreilles.
- 1844 : Fondation de la Société de l'Océanie.
- 1846 : Pierre-Jean De Smet publie ses récits de voyage.
- 1847 : Massacre de Whitman, qui déclenche la Guerre Cayuse
- 1849 : Don de Guillaume-Joseph De Boey à Johann Martin Henni (Milwaukee).
- 1850 : Décès de Guillaume-Joseph De Boey.
- 1857 : Francis Patrick Kenrick, archevêque de Baltimore fonde le Collège américain à Louvain.
- 1879 : Johann Martin Henni fonde l'Université Marquette.